# 電子振盪
電子振盪是在电路中出現的電壓或电流周期性反覆變化，造成周期性的波形。電子振盪的頻率單位是赫兹，是每秒的週期數。
電子振盪可能會以電流變化的形式出現，也可能會以電壓變化的形式出現。依將波形相對時間繪圖，可能是正弦曲線或是其他形狀的曲線。電子振盪可能是刻意產生（如电子振荡器），也可能是因為將設備輸出不小心接回輸入，意外產生的正回饋。後者也可能是回授放大器（例如运算放大器）的相位裕度或是增益裕度不足所造成。後者的振盪會干擾放大器原有的功能，或是使其效果變差。電子振盪也可能因為寄生元件所造成的，稱為雜散振盪。